# 福鼎大毫茶
福鼎大毫茶，又名大号大白茶，简称大毫，是一款福建茶树茶种、中国国家级茶树良种。

## 特点
福鼎大毫茶原产福建省福鼎县汪家洋村，小乔木型大叶类早芽无性繁殖系茶树品种。春芽于3月上中旬萌发，一芽三叶盛期出现于4月上旬。发芽密度中等。其产量较高（略高于福鼎大白茶）、芽色黄绿、茸毛较多。适制红茶、绿茶、白茶。1958年，在福建省内开始推广。1985年，通过国家农作物品种审定委员会认定（编号GS13002-1985），为中国国家级茶树良种。